# Gherardo Starnina

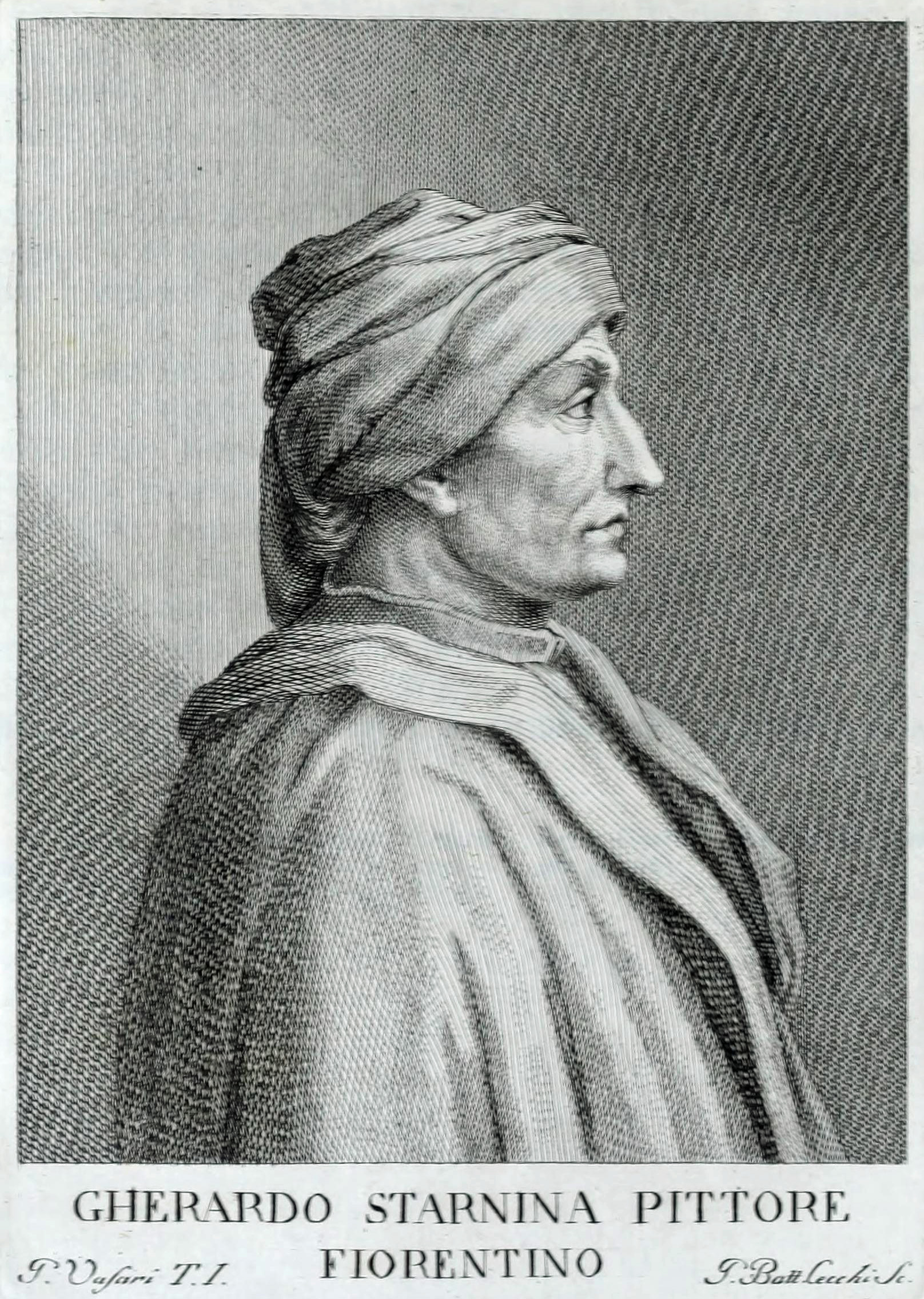
Gherardo Starnina

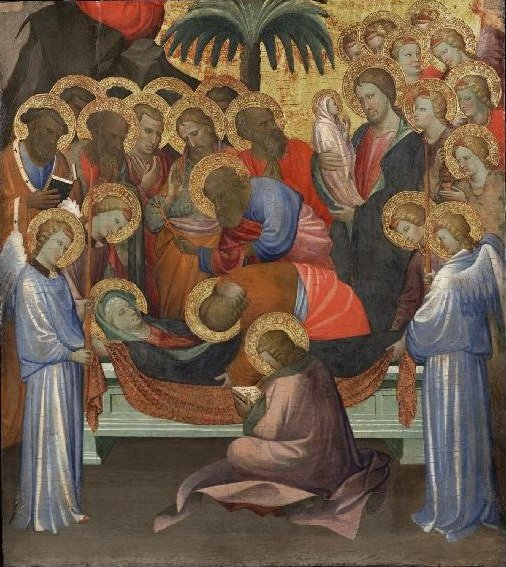
Jungfruns insomnande av Gherardo Starnina, omkring 1404-1408, på Philadelphia Museum of Art.

Gherardo Starnina, född omkring 1354 i Florens, död 1413, var en italiensk målare under Quattrocento.
Enligt levnadstecknaren Giorgio Vasari var Starnina först lärling hos Antonio Veneziano, därefter hos Agnolo Gaddi. Han lär ha deltagit i målningen av freskerna i Castellani-kapellet i Basilica di Santa Croce i Florens. Han sägs också ha flyttat till Spanien 1380 för att gå i tjänst hos Johan I av Kastilien, och några målningar i San Blas-kapellet i katedralen i Toledo tillskrivs honom. Åtskilliga verk som tidigare påståtts ha Maestro del Bambino Vispo som upphovsman anses nu ha utförts av Gherardo Starnina. Vissa forskare drar slutsatsen att de två konstnärerna troligen var samma person.